# Deltaspis moesta
Deltaspis moesta là một loài bọ cánh cứng trong họ Cerambycidae.